# Stade René-Serge-Nabajoth
 (mars 2025).
Le stade René-Serge-Nabajoth est le stade de la ville guadeloupéenne des Abymes, il porte le nom de l'ancien maire des Abymes, il peut accueillir 7 500 personnes. Avant 2005, il était nommé stade des Abymes.

## Histoire
Il accueille les principaux matches à domicile de l'équipe de Guadeloupe de football incluant ceux de la Digicel Cup. Il peut aussi accueillir des évènements sportifs et culturels d'envergure. Pour la petite histoire, il a accueilli la finale du Challenge des champions française de football en 1987. 
Il a été rénové durant la première moitié des années 2000 par l'architecte Michel Corbin afin de le mettre à niveau par rapport aux normes parasismiques en vigueur dans l'archipel guadeloupéen depuis 1977.  
En août 2008, la préfecture a décidé de fermer le stade au public pour cause de non-conformité pour accueillir les manifestations, mais pour la Seconde phase de qualification de la Digicel Cup 2008, le stade a rouvert ses portes au public.